# Agnieszka Gąsienica-Daniel
Agnieszka Gąsienica-Daniel (Zakopane, 22 dicembre 1987) è un'ex sciatrice alpina polacca.
In seguito al matrimonio, nell'ultimo scorcio della sua carriera (stagioni 2014-2015) si è registrata nelle liste FIS come Agnieszka Gąsienica-Gładczan.

## Biografia
Agnieszka Gąsienica-Daniel, originaria di Zakopane, proviene da una famiglia di grandi tradizioni negli sport invernali: è sorella della sciatrice alpina Maryna e nipote del saltatore con gli sci Andrzej, della fondista Helena, della sciatrice alpina Maria e del combinatista nordico Józef.

### Stagioni 2003-2008
Attiva in gare FIS dal dicembre del 2002, la Gąsienica-Daniel ha esordito in Coppa Europa il 21 febbraio 2004 a Krompachy in slalom gigante (21ª) e in Coppa del Mondo il 23 ottobre dello stesso anno a Sölden nella medesima specialità, senza qualificarsi per la seconda manche. Alla sua prima partecipazione iridata, Bormio/Santa Caterina Valfurva 2005, è stata 31ª nello slalom gigante e non ha concluso lo slalom speciale.
Nella stagione successiva ha esordito in Nor-Am Cup, il 28 novembre 2006 a Winter Park in slalom speciale (17ª), e pochi giorni dopo ha colto il suo primo podio nel circuito continentale nordamericano, classificandosi 3ª nello slalom gigante disputato il 1º dicembre nella medesima località. In seguito ai Mondiali di Åre 2007 non ha concluso né lo slalom gigante né lo slalom speciale.

### Stagioni 2009-2015
Il 19 gennaio 2009 ha conquistato il suo unico podio in Coppa Europa sul tracciato di Courchevel in slalom gigante (3ª); ai Mondiali di Val-d'Isère 2009 è stata 33ª nello slalom gigante e 34ª nello slalom speciale. Nella stagione 2009-2010 ha vinto l'Australia New Zealand Cup e il 28 novembre 2009 ha ottenuto ad Aspen in slalom gigante il suo miglior piazzamento in Coppa del Mondo (20ª); convocata per i successivi XXI Giochi olimpici invernali di Vancouver 2010, sua unica presenza olimpica, ha gareggiato in tutte le specialità, piazzandosi 32ª nella discesa libera, 23ª nel supergigante, 35ª nello slalom speciale, 25ª nella supercombinata e non concludendo lo slalom gigante.
Ai Mondiali di Garmisch-Partenkirchen 2011 ha ottenuto il suo miglior risultato iridato – 18ª nella supercombinata –, si è classificata 30ª nello slalom speciale e non ha completato supergigante e slalom gigante. Due anni dopo a Schladming 2013, sua ultima presenza iridata, è stata 29ª nello slalom gigante, 36ª nello slalom speciale e non ha concluso la supercombinata. La sua ultima gara in Coppa del Mondo è stata lo slalom gigante di Beaver Creek del 1º dicembre 2013, che non ha completato; si è ritirata durante la stagione 2014-2015 e la sua ultima gara in carriera è stata uno slalom speciale FIS disputato il 18 febbraio a Białka Tatrzańska, chiuso dalla Gąsienica-Daniel al 12º posto.

## Palmarès

### Coppa del Mondo
- Miglior piazzamento in classifica generale: 116ª nel 2009 e nel 2010

### Coppa Europa
- Miglior piazzamento in classifica generale: 35ª nel 2009
- 1 podio:
  - 1 terzo posto

### Nor-Am Cup
- Miglior piazzamento in classifica generale: 37ª nel 2007
- 3 podi:
  - 1 secondo posto
  - 2 terzi posti

### Australia New Zealand Cup
- Vincitrice dell'Australia New Zealand Cup nel 2010
- Vincitrice della classifica di supergigante nel 2009
- Vincitrice della classifica di combinata nel 2009
- 11 podi:
  - 4 vittorie
  - 6 secondi posti
  - 1 terzo posto

#### Australia New Zealand - vittorie
| Data              | Località   | Paese         | Specialità |
| ----------------- | ---------- | ------------- | ---------- |
| 11 settembre 2008 | Mount Hutt | Nuova Zelanda | SG         |
| 11 settembre 2008 | Mount Hutt | Nuova Zelanda | SC         |
| 12 settembre 2008 | Mount Hutt | Nuova Zelanda | GS         |
| 9 settembre 2009  | Mount Hutt | Nuova Zelanda | SG         |

Legenda:

SG = supergigante

GS = slalom gigante

SC = supercombinata

### Campionati polacchi
- 12 medaglie[2]:
  - 8 ori (slalom gigante nel 2006; slalom gigante nel 2008; slalom gigante, slalom speciale nel 2009; slalom gigante nel 2010; supergigante, slalom gigante, supercombinata nel 2013)
  - 3 argenti (slalom speciale nel 2006; slalom speciale nel 2010; slalom speciale nel 2013)
  - 1 bronzo (slalom speciale nel 2008)

### Campionati polacchi juniores
- 2 ori (supergigante, slalom gigante nel 2004)[senza fonte]